# Rua de São Roque da Lameira

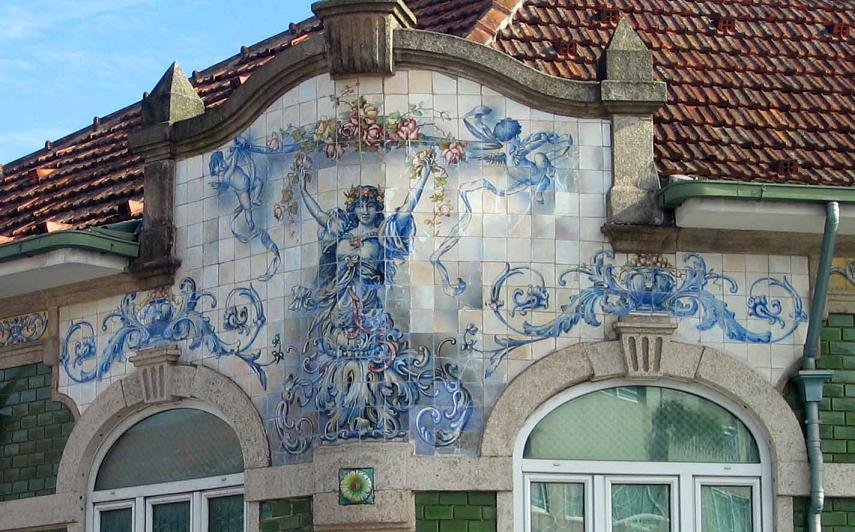
Painel de azulejos no cruzamento da Rua de São Roque da Lameira com a Rua de Ferreira dos Santos.

A Rua de São Roque da Lameira localiza-se na freguesia de Campanhã, na cidade do Porto, em Portugal.
A rua tem início no cruzamento com a Estrada Nacional 15, a Rua de Gama Barros e a Rua de Ourique e final na Praça das Flores.

## Pontos de interesse
- Capela de São Roque
- Parque de São Roque (antiga Quinta da Lameira)